# Пайштун
Замок Пайштун (словац. Pajštún, нем. Peilstein) в окрестностях Ступавы — руины средневекового замка, расположенные на западной стороне Малых Карпат на высоте 486 метров над уровнем моря, в окрестностях деревни Боринка (Братиславский край, Словакия). Вместе с более поздним ренессансным замком и обширным парком Палфи образуют один из самых популярных туристических маршрутов вблизи Братиславы.

## История
Замок Пайштун представляет собой комплекс руин, состоящий из остатков строений XIII века и более поздних построек XVI века, когда его перестраивали новые владельцы из рода Палфи. Наиболее сохранившимися строениями являются полукруглый пушечный бастион в северной части укрепления и угловая башня, охранявшая ворота замка.
Достоверных сведений о дате основания нет, но известно, что он входил в систему укреплений северо-западных границ Венгерского королевства, выстроенных в отрогах Малых Карпат во второй половине XIII века. Среди первых его владельцев упоминаются Ругериус (1273 год) и Отто (1314 год) из Таллесбрунна, вероятно представители одного рода. В 1390 году замок был подарен Сигизмундом Люксембургским в наследственную собственность венгерской семье Сентдьёрдьи. Около 1550 года замок перешёл во владение Пожоньского графа Экка Зальма, верного слуги короля Фердинанда I, а в 1592 году с согласия императора Рудольфа II заложенный замок был передан семье Палфи. В середине XVII века Палфи срочно укрепляли свои владения в связи с турецкой угрозой. Для перестройки замка из Италии был приглашён инженер Филиберто Луккезе (итал. Filiberto Lucchese), проект которого предусматривал значительную перестройку первоначальных строений XIII века, а также строительство нового жилого дома. После завершения строительства этого здания туда постепенно была перенесена администрация усадьбы. Но к середине следующего века Палфи стали отдавать предпочтение другим, более комфортабельным и удобным своим владениям, и значение и состояние Пайштуна начали снижаться, хотя на протяжении XVIII века замок всё ещё оставался пригодным для проживания. Ситуация усугубилась сильным пожаром в середине столетия, после того, как в Пайштун ударила молния, разрушившая большую часть замка. В связи с тем, что значение замка, как оборонительного сооружения уменьшилось, Палфи не стали тратиться на строительство и ремонт был лишь временным. Окончательный упадок пришёл в период наполеоновских войн, когда по приказу Наполеона были взорваны многие старые крепостные укрепления и замки, которые могли бы создать проблемы для французов. Замок Пайштун, в частности, был взорван в июне 1809 года во время кампании против Вены.
Последними номинальными владельцами замка была дворянская семья Каройи, её представитель Лайош Каройи отказался от всей своей собственности в Ступаве в 1945 году.